# Time Detectives
Time Detectives (dosł. tłum. Czas Detektywów) – brytyjska seria książek z grupy spin-offów serii Strrraszna historia. Celem tej serii jest przedstawienie historycznych tajemnic w interesujący sposób. Autorem serii jest Terry Deary.

## Tomy
- The Witch of Nightmare Avenue
- The Princes of Terror Tower
- The Pirates of the Dark Park
- King Arthur's Bones King Arthur's Bones

Wszystkie wydano w 2000 roku.